# Adultère

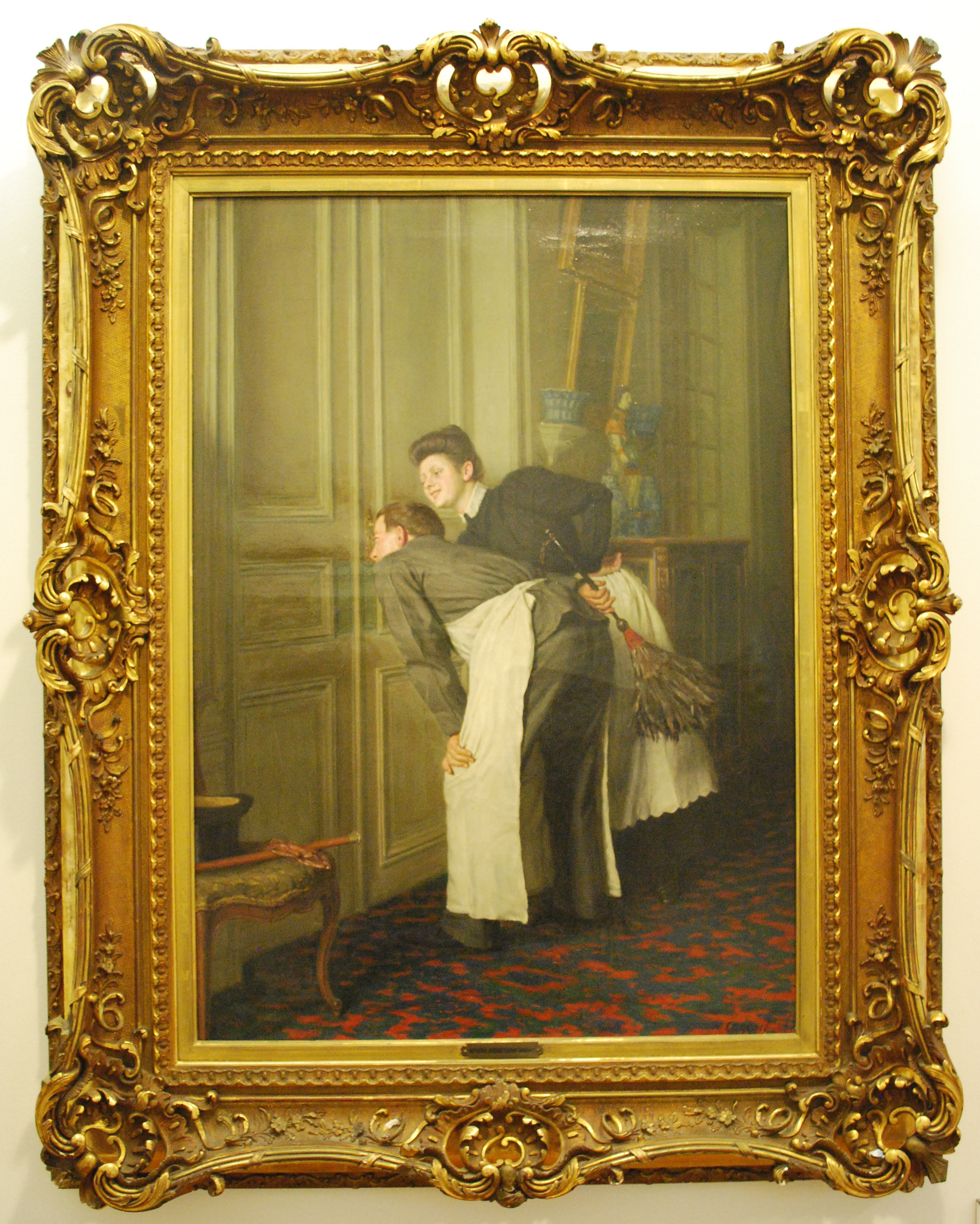
Madame reçoit, Rémy Cogghe (1908).

L'adultère (nom masculin) est « le fait pour un époux ou une épouse de violer son serment de fidélité, de partage, et d'avoir des relations sexuelles avec une personne autre que son conjoint envers qui il a affirmé ce serment »,. Couramment, on parle également d'infidélité et de tromperie.
L'adultère suppose donc non seulement une relation extraconjugale, mais aussi que la société et le contexte dans lesquels elle se déroule ait exigé l'exclusivité sexuelle des conjoints.
- L'homme avec qui une personne, qui n'est pas son conjoint, a des relations amoureuses ou sexuelles est appelé amant.
- La femme avec qui une personne, qui n'est pas son conjoint, a des relations amoureuses ou sexuelles est appelée maîtresse ou amante.

Dans certains textes, le mot « adultère » désigne n'importe quelle relation sexuelle hors mariage (donc par exemple entre célibataires), cependant, en français, le terme consacré pour ceci fut fréquemment « fornication » (mot largement tombé en désuétude). La confusion est d'autant plus fréquente que dans les pays islamiques qui ont hérité de culture anglo-saxonne (Koweït, Arabie saoudite), les textes locaux en anglais utilisent le mot adultery pour désigner à la fois adultère et fornication, et le terme français « adultère » est repris, par proximité, dans les textes français. Cela ne constitue pas un anglicisme mais un retour de l'usage ancien par l'influence de l'anglais[réf. nécessaire].
Il est difficile d'avoir des statistiques précises sur le pourcentage d'hommes et de femmes adultères. En effet, lors des sondages, les hommes ont tendance à exagérer et les femmes à minimiser le nombre de leurs relations adultérines. Gérard Mermet indique[réf. incomplète] que, en France, en moyenne, les hommes revendiquent 11,3 partenaires dans leur vie, et pour les femmes 3,4, mais ceci peut prendre en compte les liaisons avant mariage et ne rend donc pas compte strictement de la violation du serment conjugal. Un sondage réalisé en 2005 établissait que 39 % des hommes et 25 % des femmes avaient trompé leur partenaire. Le rapport Hite indique qu'aux États-Unis, 70 % des femmes ayant plus de cinq ans de mariage déclarent avoir été infidèles au moins une fois. Ce chiffre est de 92 % pour les hommes.
Selon des études sur les groupes sanguins, confirmées par des tests de paternité résultant de l'étude de l'ADN, on estime qu'environ 4 % des enfants ne sont pas ceux du père de famille. Évelyne Sullerot donne une estimation qui se monte au double.

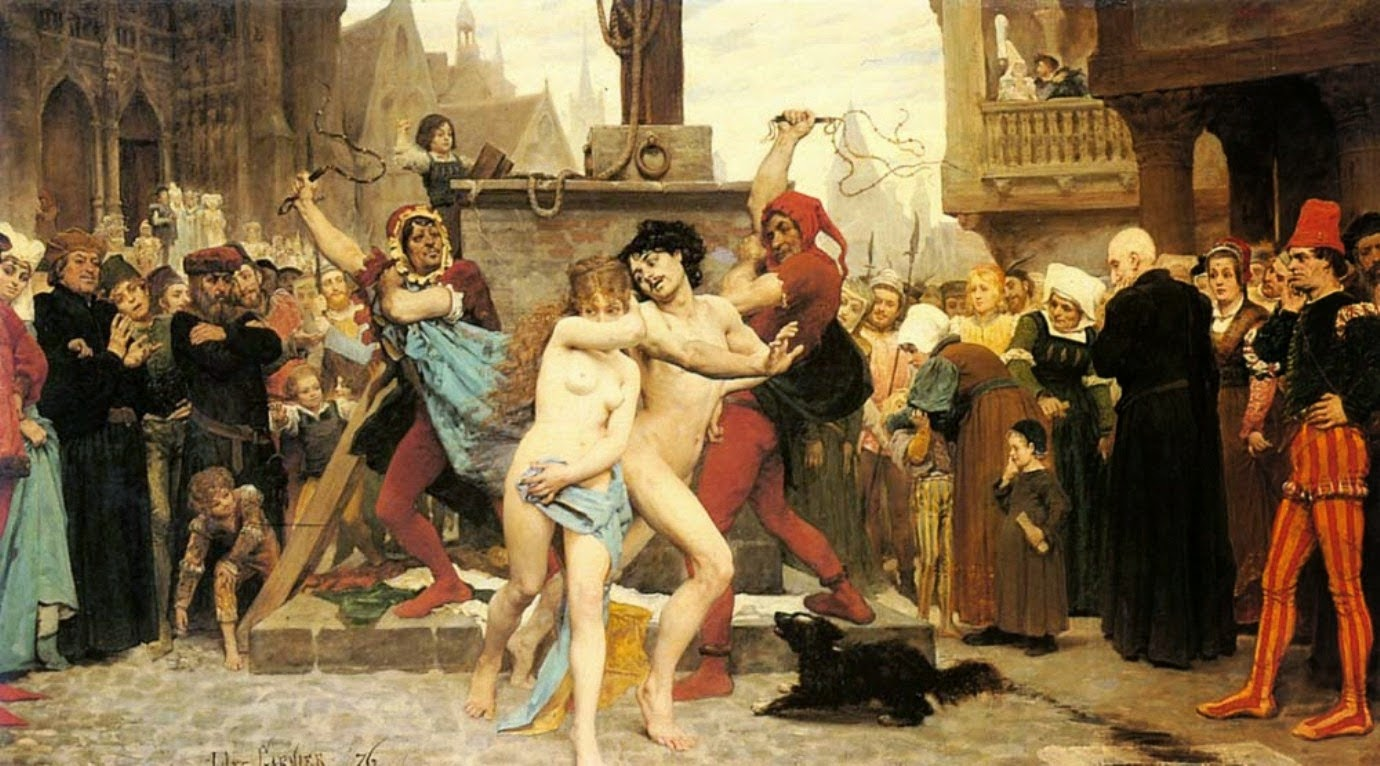
Le supplice des adultères, de Jules-Arsène Garnier.

L'adultère, en tant que violation du devoir de fidélité entre époux, a été et reste considéré, dans de nombreuses civilisations, comme répréhensible.

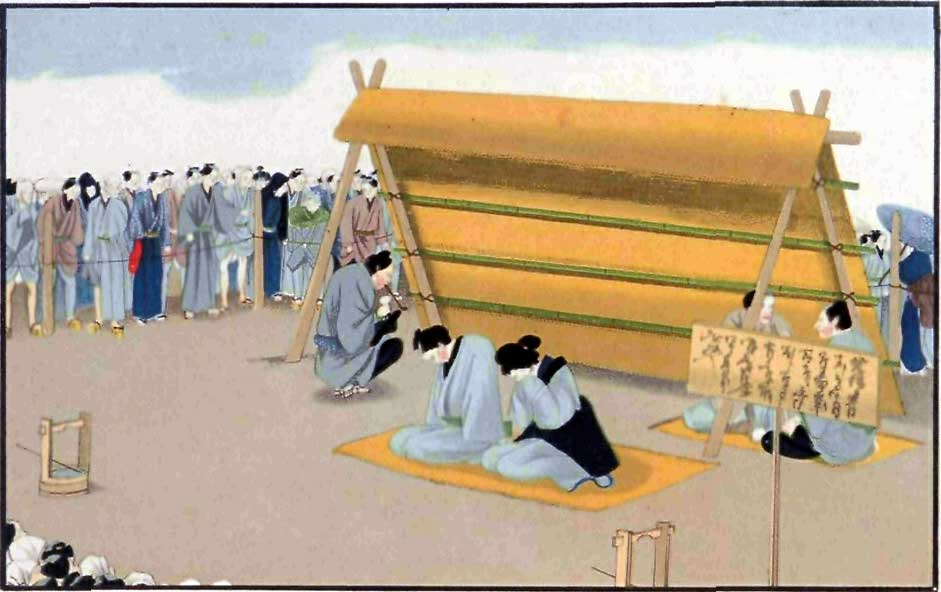
Couple adultère exposé en public, Japon 1860.

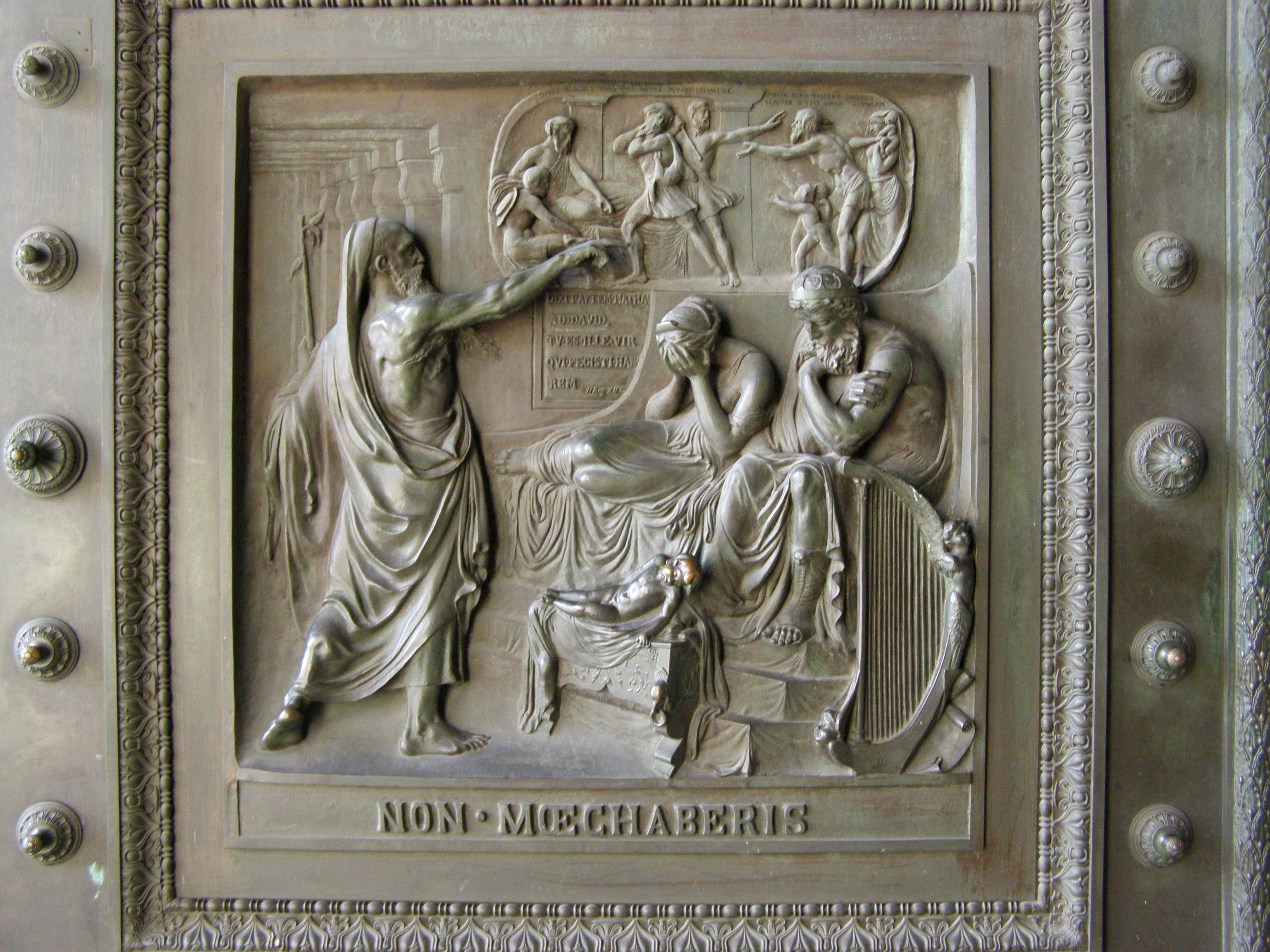
Non mœchaberis, église de la Madeleine.

## Ethnologie
Si toutes codifient fortement les relations sexuelles licites et illicites, les différentes sociétés et civilisations traitent  différemment les relations extraconjugales.
Il s'agit bien de relations extraconjugales : celles-ci ne sont constitutives d'adultère (violation du serment de fidélité) que dans les sociétés et les circonstances où elles sont condamnées. Les paragraphes qui suivent montrent que certaines sociétés, non seulement admettent, mais parfois codifient certaines relations extraconjugales.

### Infidélités condamnées
Pour la plupart des peuples, l'adultère est une faute grave. Ainsi, les Amérindiens Illinois punissaient sévèrement l'adultère féminin : la coupable avait le nez coupé, les cheveux arrachés ou subissait un viol collectif.
Ailleurs, l'adultère pouvait être un signe de distinction. Dans le peuple Lobis, les jeunes filles étaient libres, voire recherchées si elles tombaient enceintes, puisqu'elles avaient ainsi démontré leur fécondité.

### Autres relations extra-conjugales
Mais certaines relations extra-conjugales, licites dans un peuple donné ou lors de cérémonies, ne peuvent être qualifiées d'adultérines.
Ainsi, dans certaines ethnies (où sa virginité est requise jusqu'au mariage), la femme mariée est sexuellement libre (certains Peuls, par exemple les Wodaabes), alors que la virginité de la jeune fille est attentivement contrôlée. On dit que la coutume peule voulait que l'amant recouvre les babouches de l'épouse à la porte de sa case pour signifier sa présence, afin qu'ils ne soient pas dérangés.
Une naissance peut faire l'objet d'un conflit entre le mari et l'amant pour la paternité de l'enfant : le souci de l'homme est surtout de disposer du plus de bras possible pour assurer ses vieux jours.

#### Hospitalité sexuelle
Les anciens Maninka, les Bassari encore récemment, les Bédouins d'Arabie saoudite jusqu'au XIXe siècle pouvaient gratifier leurs hôtes de passage, outre du gîte et du couvert, d'une femme pour la durée de leur séjour, selon des règles strictes. Ainsi chez les Bédouins, il ne pouvait s'agir d'une fille vierge. L'hospitalité sexuelle pouvait selon le cas concerner une esclave ou une femme de la famille : fille, sœur ou plus rarement épouse du maître de maison.
Le Linga purana hindou montre que l'hospitalité pouvait bien concerner l'épouse : le sage Sudarshana, qui encourageait son épouse à se montrer hospitalière, revient un jour alors que Dharma (la loi morale) a pris l'apparence d'un hôte qui fait l'amour avec elle. « Sudarshana lui dit : "Excellent homme ! Prenez en paix votre plaisir, je vais m'éloigner un moment". Dharma alors se révéla à lui et lui dit "Par cet acte de piété, tu as vaincu la mort" ».

#### Sexe rituel et prêt d'épouse
Les Aborigènes d'Australie sanctionnaient en temps normal l'infidélité des époux, mais nombre de situations rituelles ne la prenaient pas en considération :
- Lors de l'initiation en vue du mariage, la femme était possédée par l'initiateur et par ses accompagnants, ceux-là mêmes qui feraient par la suite l'objet de l'interdit de l'inceste ; en cas de veuvage, cette cérémonie était renouvelée, mais l'époux pouvait aussi prêter sa femme à ses parents classificatoires ;
- Les femmes étaient utilisées comme messagères (deuil, offre d'accord…) dans d'autres groupes, et ceux-ci devaient sceller leur accord par la possession des messagères : ne pas les prendre était un affront fait au groupe demandeur.

Sans que la question du consentement de l'intéressé(e) se pose, sans que le conjoint soit autorisé à s'en offusquer quant à son épouse, le sexe était donc utilisé comme la matérialisation de l'accomplissement d'un l'accord ou d'un rite.
Le prêt d'épouse était également pratiqué à Rome à la fin de la République, pour assurer la survie d'une lignée menacée, pratique qu'on peut rapprocher de celles de la « maison » lévistraussienne.

#### Espaces de licence
Certaines fêtes ou activités sont également l'occasion ou le prétexte d'une licence sexuelle ; les relations extra-conjugales y sont dès lors admises ou tolérées. Ainsi :
- Héritier notamment des bacchanales romaines, le carnaval chrétien, fête profondément religieuse dans son fondement, repose sur l'inversion des valeurs (diable, mort…), et offre une soupape de sécurité à une morale très rigide le reste de l'année, spécialement lors du Carême qui le suit. Il pouvait ainsi être l'occasion de rencontres entre des personnes masquées, ignorant ou non qui était leur partenaire, et n'ayant pas à se soucier d'une sanction sociale d'un écart.
- Pendant les errances des Tupinamba et des Guaranis en quête de la Terre sans mal, les normes sociales étaient suspendues, tant celles concernant les règles matrimoniales que celles prohibant l'inceste. Cette licence était paradoxalement au service d'une ascèse se traduisant également par des nuits entières de chants et de danses rituelles, ainsi que par l'interdiction de consommer de la viande.
- Les Guayaki du Paraguay se retrouvaient une fois l'an lors de grands rassemblements dans lesquels hommes et femmes des différents groupes se mêlaient volontiers, que ce soit avec la perspective de contracter un mariage ou sans se préoccuper d'un mariage déjà réalisé.

## Cocu

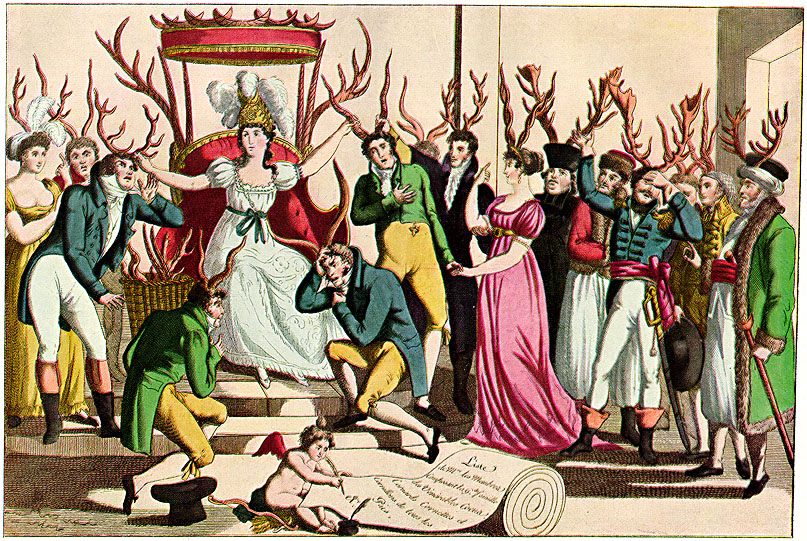
image de satire de 1815

Un cocu, ou une cocue, désigne le ou la victime de l'adultère, thème souvent utilisé dans le théâtre de vaudeville. L'origine du mot est le coucou, un parasite de couvée. Brantôme s'étonne d'ailleurs de cette appellation, puisque le cocu est au contraire celui dans le nid duquel on vient pondre.
Plusieurs clichés permettent de représenter un cocu. Les cornes sont un attribut récurrent en France, ainsi que dans nombre de pays en Europe : en Italie (où « cocu » se dit cornuto, c'est-à-dire « cornu »), Espagne, au Portugal, en Roumanie, Grèce, Turquie, Hongrie, Serbie, Croatie, Bulgarie, Pologne, République tchèque ou aux Pays-Bas. Il est également fréquent de dire que le cocu est le dernier au courant de son état.
En Chine, une casquette verte ou un chapeau vert, en raison d'une histoire traditionnelle d'un commerçant cocu,, ainsi qu'une écharpe, en raison d'une ancienne loi qui obligeait les époux et membres masculins des familles de prostituées à s'enrouler la tête dans une écharpe verte, couleur bleu-vert (青)[réf. nécessaire], symbolisent cet état.
Dans le langage des fleurs, une rose jaune peut signifier l'infidélité.

## Histoire

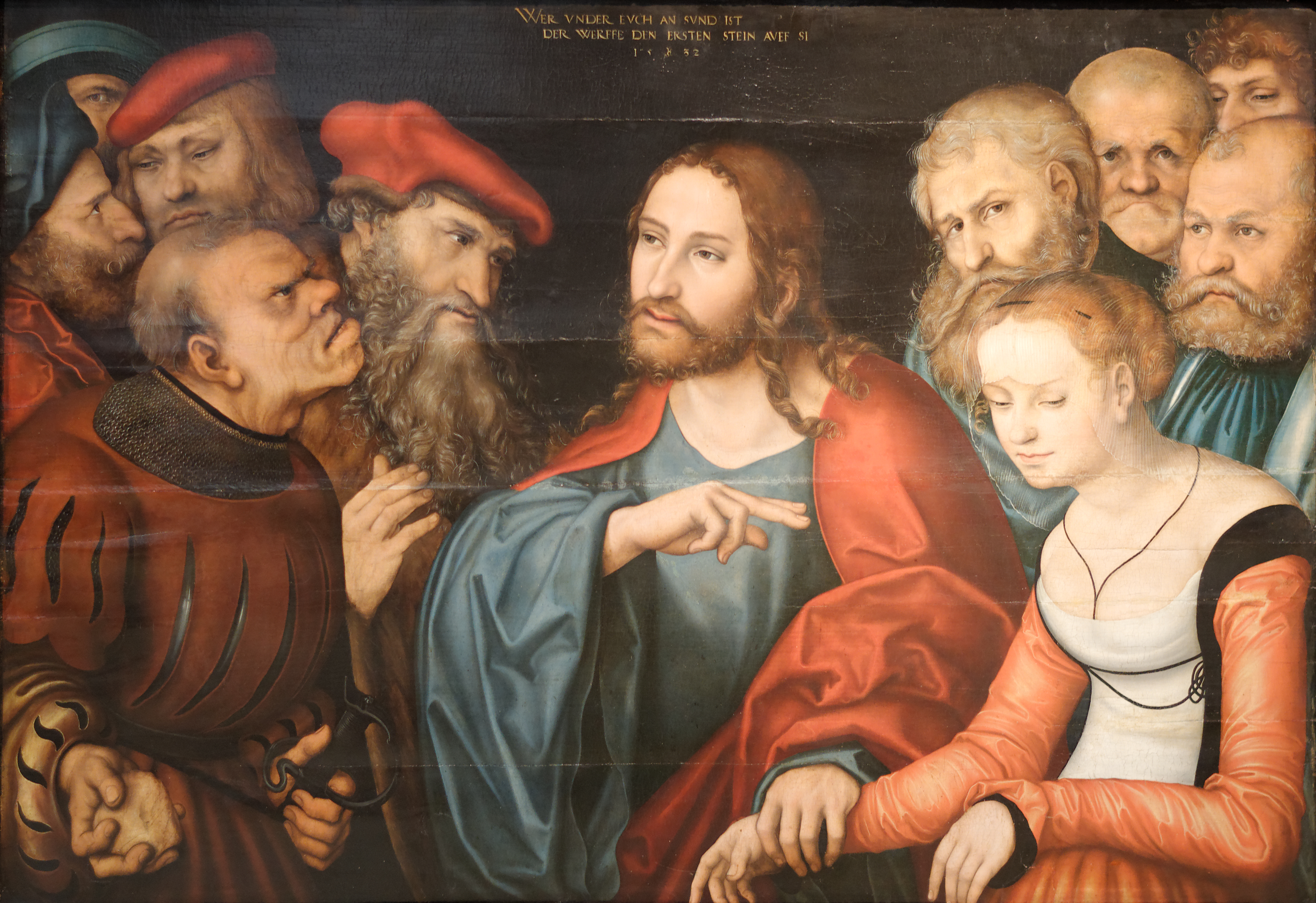
Le Christ et la femme adultère, Lucas Cranach l'Ancien.

Jusqu'en 1810, très peu de sociétés civiles semblent avoir criminalisé l'adultère masculin, la femme étant traditionnellement considérée comme une ressource et le mariage, un échange de propriété contracté entre hommes (cf. Claude Lévi-Strauss)[réf. incomplète]. Sur le plan religieux en revanche, l'adultère est condamné dans le judaïsme, le christianisme et l'islam.

### Antiquité
Les Athéniens de l'époque classique (Ve siècle av. J.-C.) quant à eux, punissaient non seulement le couple adultère mais également tous ceux qui, au courant, n'avaient rien fait pour les dénoncer.
Le Code de Hammurabi condamne la femme infidèle à la noyade, comme c'était plus généralement le cas des femmes condamnées par la justice pour non-respect de l'union matrimoniale ou fraude sur les poids des marchandises.

### Moyen Âge
Au XIIe siècle, dans une société pourtant très religieuse, se développe dans la noblesse la tradition de l'amour courtois. Or, les romans et lais courtois ne portent jamais sur l'amour conjugal, mais presque toujours sur une relation entre amants ; on y apprend souvent par hasard que ceux-ci sont par ailleurs mariés et père ou mère de famille. Mieux, un jugement célèbre de la Cour d'amour de Marie de Champagne, à qui on demandait en 1174 « Le véritable amour peut-il exister entre des époux ? », concluait par la négative ! Au mariage, l'institution sociale et la procréation, à l'adultère le sentiment amoureux et la passion charnelle.

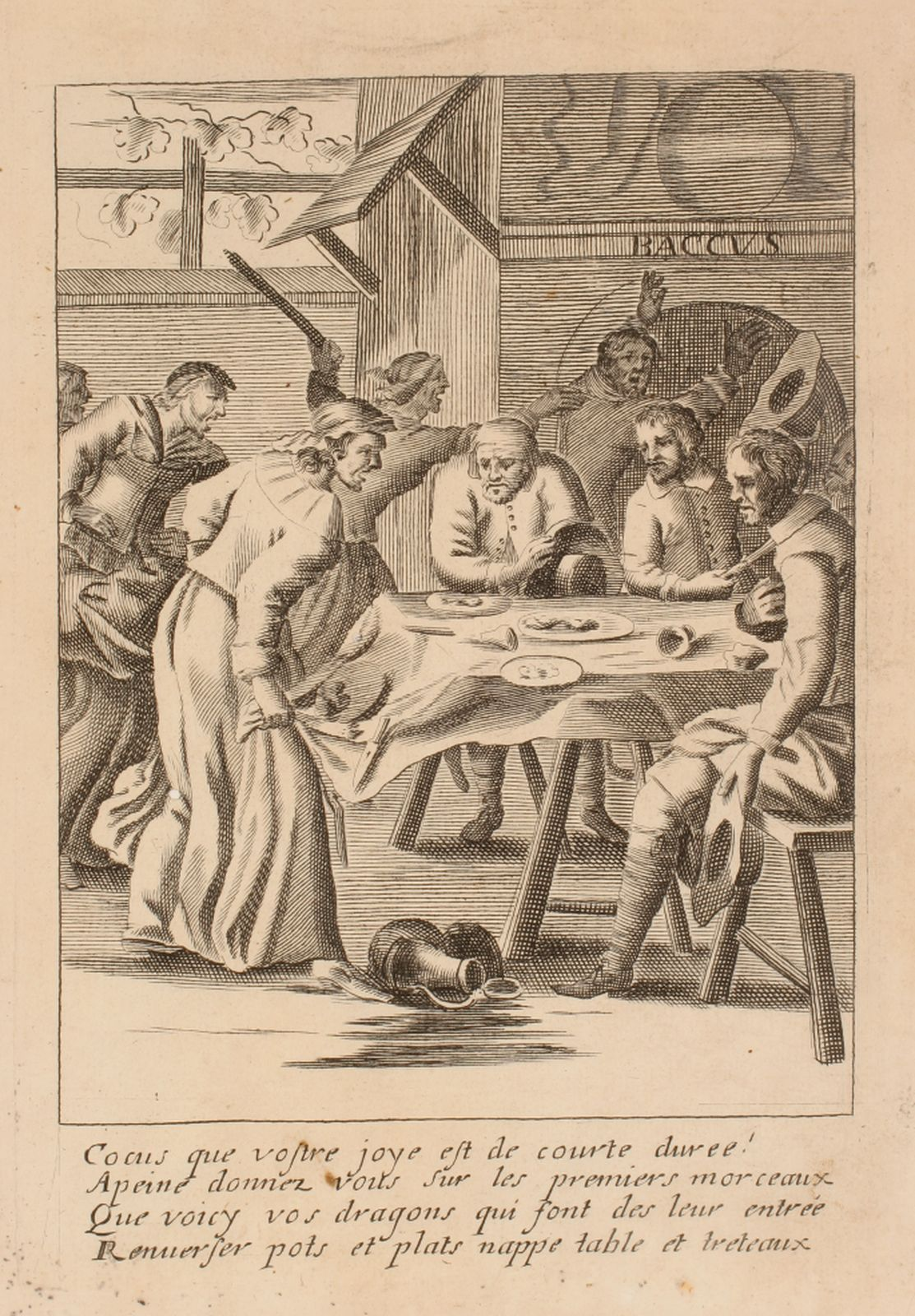
"Cocus que vostre joye est de courte duree !", gravure, Recueil des plus illustres proverbes, édité par Jacques Lagniet, 1657-1663, gravure à l'eau forte, 14,1 x 20,4 cm, Nancy, Musée des beaux-arts

### Temps modernes
En France, depuis la fin du Moyen Âge, l'État royal récupère à son profit toutes les causes matrimoniales et impose une législation inégalitaire pour la femme adultère (jusqu'à la loi Naquet qui rétablit le divorce pour faute le 27 juillet 1884 et la dépénalisation totale par la loi du 11 juillet 1975 réformant le divorce en France) : la peine de « l'authentique » qui consiste à enfermer la femme adultère dans un couvent après lui avoir fait subir certains châtiments (crâne rasé, fouet jusqu'au XVIIe siècle).
Si l'adultère n'est pas passible de la peine de mort en Europe chrétienne, le crime d'honneur y était admis, plus ou moins selon le pays et l'époque. Carlo Gesualdo, prince et compositeur fameux, est aussi resté célèbre pour le massacre de sa première épouse, Maria d'Avalos, et de l'amant de celle-ci, Fabrizio Carafa, en 1590 : il devra seulement quitter Naples pour un temps. Selon Glenn Watkins, « l'usage de la cour espagnole, qui s'appliquait à Naples, réclamait la mort de la femme adultère et de son amant alors que, dans le Nord de l'Italie, la tradition réclamait la mort de l'épouse seulement ».

### Époque contemporaine

#### Révolution et Code civil en France
La Révolution française constitue une parenthèse puisqu'elle dépénalise l'adultère.
Le Code civil de 1804 maintient la possibilité de divorcer tout en la limitant fortement par rapport à la Révolution, notamment en ce qui concerne l'adultère du mari : la femme ne pouvait le demander que si le mari avait « tenu sa concubine dans la maison commune » (art. 229). En revanche, la femme adultère était soumise à une sanction pénale, pouvant être condamnée à la maison de correction pour une durée de 3 mois à 2 ans (art. 298). Les divorcés n'avaient pas le droit de se remarier entre eux (art. 295), ni l'adultère avec son complice.
Le mari qui tuait sa femme et/ou son amant en flagrant délit d'adultère était excusable (« Néanmoins, dans le cas d'adultère, prévu par l'article 336, le meurtre commis par l'époux sur son épouse, ainsi que sur le complice, à l'instant où il les surprend en flagrant délit dans la maison conjugale, est excusable. », art. 324 du code pénal de 1810).
De même dans le droit germanique, le mari adultère n'est pas puni.

#### XIXesiècleen France
Au XIXe siècle, en littérature, l'adultère est la thématique de certaines œuvres comme Madame Bovary de Flaubert (1857) et Thérèse Raquin de Zola (1867).
Le code pénal de 1810 mis en place par Napoléon Bonaparte fait de l'adultère de la femme un délit sanctionné par une peine de prison allant de trois mois à deux ans, alors que celui du mari n'est passible que d'une amende.
La loi Naquet du 27 juillet 1884 rétablit le divorce et définit l'adultère de l'une ou l'autre des personnes mariées une des trois causes permises pour le divorce.
La loi du 15 décembre 1904 supprime le concept d'interdiction de mariage entre les personnes ayant pratiqué l'adultère.

#### Sous le régime de Vichy
La loi du 23 décembre 1942, promulguée par le régime de Vichy, visait à « protéger la dignité du foyer loin duquel l'époux est retenu par suite de circonstances de guerre ». Elle introduisait un nouveau délit : le « concubinage notoire avec l'épouse d'un prisonnier de guerre ».
Ce délit a été abrogé en 1975, lors de la réforme du droit de la famille qui a dépénalisé l'adultère en France.

#### Depuis les années 1970 en France
En France, l'adultère n'est plus une faute pénale depuis la loi du 11 juillet 1975, mais demeure une faute civile. L'adultère n'est depuis lors plus une cause péremptoire de divorce, il appartient au juge de décider, en vertu de sa liberté d'appréciation des faits. Il reste d'ailleurs la première cause de divorce au titre de l'article 212 du Code civil français qui dispose que « les époux se doivent mutuellement fidélité ». Au terme de l'article 242 du Code civil français, le « divorce pour faute » pourra être prononcé lorsque l'infidélité de l'un des conjoints devient « une violation grave ou renouvelée des devoirs et obligations du mariage », « rendant intolérable le maintien de la vie commune ».
La jurisprudence précise que « le seul fait pour l'épouse de vivre au domicile de son amant constitue une violation grave et renouvelée des obligations du mariage rendant intolérable le maintien de la vie commune » (Cour d'appel d'Aix-en-Provence, 7 novembre 2006 ; dans le même sens, la Cour de cassation, 2e chambre civile, 23 avril 1980). Cependant, elle indique que « les circonstances dans lesquelles il a été commis peuvent lui enlever le caractère de gravité qui pourrait en faire une cause de divorce. » (Cour d'appel de Paris, 30 juin 1978 ; dans le même sens, Cour de cassation, 2e chambre civile, 5 février 1986).
Il faut noter également que jusqu'à loi du 3 janvier 1972, le droit français faisait une discrimination vis-à-vis des enfants nés d'une relation adultérine : ces enfants (considérés jusqu'ici comme « enfants naturels » au même titre que ceux conçus hors mariage) n'avaient pas les mêmes droits que les enfants nés d'une liaison légitime (dits « enfants légitimes »). Depuis, le législateur français a donné les mêmes droits à tous les enfants, et supprimé toute notion d'« enfant adultérin » dans le Code civil, après l'ordonnance du 4 juillet 2005.

## Religions

### Les religions abrahamiques

#### Judaïsme
L'adultère masculin et féminin est condamné. « Mais si le fait est vrai, si la jeune femme ne s'est point trouvée vierge, on fera sortir la jeune femme à l'entrée de la maison de son père ; elle sera lapidée par les gens de la ville, et elle mourra […] Si l'on trouve un homme couché avec une femme mariée, ils mourront tous deux, l'homme qui a couché avec la femme, et la femme aussi […] Si une jeune fille vierge est fiancée, et qu'un homme la rencontre dans la ville et couche avec elle, vous les amènerez tous deux à la porte de la ville, vous les lapiderez, et ils mourront, la jeune fille pour n'avoir pas crié dans la ville, et l'homme pour avoir déshonoré la femme de son prochain. » Dt 22. 20-24.

#### Christianisme
L'adultère est condamné tout aussi formellement dans le Nouveau Testament. En cas de repentance, le pardon de Dieu est acquis (voir épisode de La femme adultère : Jn 8,2-11.), le Christ accordant le pardon en demandant à la femme adultère de ne plus pécher, autrement dit la miséricorde et la restauration qui en découle ne sauraient se manifester que par l'abandon de l'esclavage du péché (plusieurs fois condamné par le Christ dans les Évangiles).

#### Islam
L'islam condamne moralement à la fois l'adultère masculin et féminin. De nos jours, mis à part dans les quelques pays qui ont remis en place la charia, l'adultère est uniquement condamné moralement, c'est-à-dire que les hommes et les femmes qui ont commis l'acte d'adultère peuvent être rejetés par leur communauté et leur famille, mais ne seront pas condamnés légalement.
- Lapidation : de nos jours, l'adultère est interdit dans les pays appliquant la charia ; l'adultère est alors passible de peine. Cette disposition est fondée sur une interprétation du Coran, qui mentionne la lapidation, dans d'autres versets que ceux concernant l'adultère ; certains pays pratiquant la charia l'utilisent alors comme prétexte à la lapidation des personnes ayant commis l'acte d'adultère. Toutefois, dans la sourate 24 du Coran, verset 2-5, il est mentionné que pour qu'un adultère soit reconnu, il doit y avoir quatre témoins oculaires de ces actes. Aujourd'hui[Quand ?], la lapidation pour les personnes reconnues coupables d'adultère est toujours soutenu par une majorité absolue de musulmans en Afghanistan (84 %), au Pakistan (75 %), en Égypte (60 %), en Irak (53 %) et en Malaisie (52 %)[34]. Le châtiment, qu'il soit judiciaire ou extra-judiciaire, reste d'ailleurs applicable dans 13 pays (Afghanistan, Arabie saoudite, Bahreïn, Émirats arabes unis, Iran, Irak, Koweït, Mali, Mauritanie, Pakistan, Qatar, Somalie, Soudan, Yémen) à l'échelle nationale et dans 2 pays à l'échelle locale (Nigeria, Malaisie).

- Futures alliances de personnes reconnues coupables : « un homme adultère ne doit épouser qu'une femme adultère ou une idolâtre, et une femme adultère ne doit épouser qu'un homme adultère ou idolâtre. Ces alliances sont interdites aux croyants. – Ceux qui accuseront d'adultère une femme vertueuse, sans pouvoir produire quatre témoins, seront punis de quatre-vingts coups de fouet ; au surplus, vous n'admettrez jamais leur témoignage en quoi que ce soit, car ils sont pervers. – À moins qu'ils ne se repentent de leur méfait et ne se conduisent exemplairement ; car Dieu est indulgent et miséricordieux. » [réf. nécessaire]

## Droit moderne

### Dans le monde
Aux États-Unis, l'adultère est considéré comme une faute pénale dans 17 États et par le code militaire,. Le Michigan, l'Oklahoma et le Wisconsin ont les lois fédérées les plus dures en la matière étant donné que l'adultère y est considéré comme une infraction majeure (felony), passible de plusieurs années d'emprisonnement et centaines de dollars d'amende.
À Madagascar, l'époux convaincu d'adultère est punissable d'une amende et de trois mois à un an de prison.
Au Maroc, l'article 491 du code pénal marocain dispose que l'adultère est punissable d'un à deux ans de prison, sur plainte du conjoint offensé. En 2018, plus de 3 000 personnes ont été poursuivies pour adultère selon le rapport annuel du parquet.
En Algérie, l'article 339 du code pénal algérien (ar) déclare l'illégalité de l'adultère, et toute personne reconnue coupable est passible d'une peine de un an à deux ans d'emprisonnement, mais seulement lorsque le « conjoint offensé » se plaint.

### En France
En France, les époux s'engagent à la fidélité lors de la cérémonie officielle de mariage où est prononcée par l'officier d'état civil, la phrase correspondant à l'article 212 du Code civil, « les époux se doivent mutuellement respect, fidélité, secours et assistance ». Pour préciser cet engagement, l'article 242 du Code civil indique que « Le divorce peut être demandé par l'un des époux lorsque des faits constitutifs d'une violation grave ou renouvelée des devoirs et obligations du mariage sont imputables à son conjoint et rendent intolérable le maintien de la vie commune ».
L'adultère a été dépénalisé le 11 juillet 1975. À la mi-décembre 2015, la Cour de cassation a estimé que « l'évolution des mœurs comme celle des conceptions morales ne permettent plus de considérer que l'imputation d'une infidélité conjugale serait à elle seule de nature à porter atteinte à l'honneur ou à la considération ».
L'appréciation de l'adultère peut être différente suivant les cas. Une liaison suivie, une recherche internet, ou une correspondance peuvent selon l'appréciation du juge, être considérés comme une injure et conduire à prononcer un divorce pouvant être au tort de la personne adultère, s'il est considéré que le maintien du lien conjugal n'est plus possible (article 266 du Code civil). D'après certains avocats, cela peut conduire dans certains cas au paiement de dommages et intérêts par exemple s'il existe un préjudice. Ce type de condamnation est distinct de la prestation compensatoire (article 270 du Code civil).

### Filmographie
- François Truffaut a réalisé un film sur l'adultère avec La Peau douce (1964) dans lequel Pierre Lachenay, écrivain à succès, trompe sa femme avec Nicole, une hôtesse de l'air, mais multiplie les maladresses, de sorte que sa femme découvre l'adultère et que sa maîtresse refuse de s'installer avec lui. La même année, Jean-Luc Godard représente l'infidélité féminine dans Une femme mariée. Le thème de l'infidélité se retrouve dans d'autres films de Truffaut, par exemple dans Domicile conjugal où Antoine Doinel quitte le domicile conjugal. Éric Rohmer s'est intéressé à l'adultère dans L'Amour l'après-midi (1972) dans lequel Frédéric, un jeune homme marié, est tenté par l'adultère mais se ravise au dernier moment et rentre chez sa femme. En 2012, on retrouve le thème dans Les Infidèles, un film qui analyse l'adultère sous le point de vue de sept réalisateurs différents.
- Draculi & Gandolfi de Guillaume Sanjorge. Le roi Gandolfi (interprété par Michel La Rosa) est confronté à l'adultère de sa reine (interprété par Karine Lima). Cette dernière est séduite par le chevalier Artufeli (interprété par Laurent Artufel)[45].